# Thatgamecompany
Vous lisez un « bon article » labellisé en 2014.
Thatgamecompany, stylisé thatgamecompany, est un studio américain de développement de jeu vidéo indépendant fondé en 2006 par Kellee Santiago et Jenova Chen, d'anciens élèves de la « Media Interactive Division » de l'université de Californie du Sud.
Avant de bénéficier d'un financement indépendant, le studio était un développeur affilié à Sony Computer Entertainment, et notamment sous contrat pour créer trois jeux téléchargeables destinés à la plate-forme de distribution de services en ligne de la PlayStation 3, le PlayStation Network. Le premier projet du studio est un remake du jeu flash de Jenova Chen, un titre notamment récompensé par la critique : flOw. Retravaillé, le jeu obtient un mode multijoueur et une compatibilité avec le capteur de mouvement Sixaxis de la manette de jeu DualShock 3. Le titre est mis en ligne sur le PlayStation Store en 2007. Le second jeu de l'entreprise, Flower, est publié sur la même plate-forme en 2009. Le troisième titre, Journey, sort en mars 2012 sur PlayStation 3, puis en juillet 2015 sur PlayStation 4 et en juin 2020 sur Windows.
La société se concentre sur la création de jeux vidéo destinés à provoquer des réactions émotionnelles chez les joueurs. Bien qu'ils ne soient pas opposés à la création de jeux orientés vers l'action, ses employés estiment que l'industrie vidéoludique publie suffisamment de jeux de ce genre. Lors de la conception d'un jeu, les développeurs commencent par cartographier ce qu'ils veulent que le joueur ressente, plutôt que par la mise en place de mécaniques de jeu. Les salariés ont indiqué que la société n'a pas l'intention de produire de jeux à gros budget, dits blockbusters, en raison de leur conviction qu'une pression pour des ventes élevées étoufferait l'innovation.

## Historique
À l'automne 2005, Jenova Chen et Kellee Santiago commencent à réfléchir à la création de leur propre entreprise de jeu vidéo. Alors étudiants dans leur dernière année de master au sein de la « Media Interactive Division » de l'université de Californie du Sud, ils venaient de sortir un jeu vidéo, Cloud, qu'ils avaient développé avec plusieurs autres étudiants. Le groupe voyait ce projet comme une expérience censée révéler s'il était possible de créer un jeu qui « exprimerait quelque chose de différent de ce que comportaient les jeux vidéo par le passé », et de déterminer le niveau d'intérêt que porterait le public vers des titres de cette nature. Le jeu ayant reçu un accueil critique très positif, Santiago et Chen, après avoir quitté l'université, envisagent la création de leur entreprise afin de pouvoir continuer à faire des jeux à l'image de Cloud, où la conception n'est pas fondée sur les mécaniques de gameplay mais sur les émotions suscitées chez les joueurs.
À cette époque, la distribution en ligne gagne en popularité. Les deux développeurs y voient l'opportunité de créer des jeux sans le risque financier élevé que représente la distribution physique, pensant que celle-ci les obligerait à accumuler des fonds en travaillant pour d'autres entreprises de jeux vidéo. Thatgamecompany est fondée le 15 mai 2006, alors que Chen et Santiago ont terminé leur master,. La société signe rapidement un accord avec Sony Computer Entertainment, qui a été impressionné par flOw, le jeu de Chen faisant partie de la thèse de son master à l'USC. Thatgamecompany est alors sous contrat pour produire trois jeux destinés au futur système de distribution numérique qu'est le PlayStation Network. Le studio reçoit en outre un financement de démarrage et un emplacement dans les bureaux de Santa Monica Studio,.
Initialement, Thatgamecompany se compose de Jenova Chen, Kellee Santiago, Nick Clark, qui avait collaboré avec Chen à flOw, et John Edwards. Santiago est la présidente de la société et la productrice de ses créations, tandis que Clark en est le game designer et Edwards le principal programmeur. Chen, bien que cofondateur de l'entreprise, travaille d'abord chez Maxis sur le jeu Spore. Ils envisagent d'adapter Cloud comme première production pour Sony, mais ils décident à la place du portage de flOw, le considérant « plus étoffé dans sa conception ». Ils estiment qu'il serait plus facile à développer que Cloud pendant les débuts de leur société ; aucun membre de l'équipe n'a alors d'expérience dans la gestion d'une entreprise ou dans la création d'un jeu commercial. Plusieurs prestataires collaborent avec Thatgamecompany pendant le développement de flOw, notamment Austin Wintory, le compositeur du jeu,. La version PlayStation 3 de flOw obtient un mode multijoueur, ainsi qu'une compatibilité avec le capteur de mouvement Sixaxis de la manette de jeu DualShock 3,.
L'entreprise pensait que la version PlayStation 3 de flOw pourrait être achevée en quatre mois, et qu'elle serait prête pour le lancement du PlayStation Network en novembre 2006. Néanmoins, quand le jeu sort finalement en février 2007, il manque « la moitié du design initial ». Santiago, le producteur de Sony affecté à l'équipe, avait prévu qu'elle sous-estimait la durée de développement du jeu, et n'a pas été surprise par le retard. Le jeu est bien accueilli ; il est le jeu le plus téléchargé du PlayStation Network en 2007. flOw reçoit le prix du meilleur jeu téléchargeable de l'année lors des Game Developers Choice Awards, et est nommé pour le prix du meilleur jeu téléchargeable de l'année lors de la remise des prix de l'Academy of Interactive Arts and Sciences en 2008, ainsi que pour le prix de la meilleure innovation par la British Academy of Film and Television Arts en 2007,,,. Après sa sortie, un pack d'extension et une version PlayStation Portable du jeu sont développés par SuperVillain Studios. Thatgamecompany n'est pas impliqué dans le développement de ces projets mais s'assure que SuperVillain Studios conserve la direction artistique et le design de l'original, le studio étant occupé à concevoir son second jeu, Flower.
Flower est le « premier jeu en dehors du filet de sécurité universitaire » développé par Thatgamecompany selon Santiago. Six à neuf personnes sont impliquées à différents stades de son développement. Chen revient travailler à plein temps au sein du studio avant la mise en chantier du jeu, et y travaille en tant que directeur de la création. La musique du jeu est composée par Vincent Diamante, qui avait travaillé avec Chen et Santiago sur Cloud. La conception du jeu s'étale sur deux ans, mais l'équipe passe les trois quarts de ce temps dans la phase de prototypage. Après avoir décidé des éléments du jeu, le studio développe Flower en seulement six mois. Comme flOw, le jeu est bien accueilli lors de sa sortie en février 2009 ; il figure parmi les dix titres les plus téléchargés de l'année sur le PlayStation Network et remporte plusieurs prix,. Après la sortie de Flower, Thatgamecompany emménage dans ses propres locaux à Los Angeles.
Journey, dernier projet compris dans le contrat des trois jeux liant Thatgamecompany et Sony, est développé par une équipe réunissant quatorze personnes. Cette équipe n'inclut pas Santiago qui, pour se concentrer sur son rôle de présidente de la société, est remplacée en tant que productrice par Robin Hunicke. Le développement du jeu dure trois ans, bien qu'une durée d'un an soit prévue à l'origine. En outre, l'équipe de développement fait face à plusieurs problèmes en agrandissant la société, en passant de sept employés au début du développement à dix-huit, avec le risque de manquer d'argent,. Dès sa sortie, le jeu connait un grand succès, à la fois critique et commercial. Il devient le jeu le plus rapidement vendu à ce jour sur le PlayStation Store en Amérique du Nord et en Europe. Après la publication du jeu, la société commence à travailler sur un autre projet, plusieurs employés la quittant pour d'autres opportunités. Santiago part elle aussi poursuivre d'autres projets, le designer Chris Bell également, dans le but de fonder son propre studio The Willderness, tandis que Hunicke démissionne pour travailler chez Tiny Speck,. Chen attribue cet exode à la fin du contrat des trois jeux de Thatgamecompany, ainsi qu'au fait que la société n'a plus d'argent pour payer les employés, obligeant une interruption non rémunérée jusqu'à ce que les recettes de Journey entrent.
Lorsque l'argent de Journey commence à arriver, Thatgamecompany récupère plusieurs de ses employés touchés par les problèmes de trésorerie, et recrute quelques nouveaux développeurs. La société, dont le contrat avec Sony est rempli, lève 5,5 millions de dollars avec un financement capital risque qu'elle espère utiliser pour développer des jeux multiplate-forme sans l'influence des éditeurs. 
L'équipe travaille depuis la sortie de Journey sur un nouveau jeu, Sky: Children of the Light, à partir de juin 2013. Elle est composée d'environ douze personnes, dont la moitié seulement a travaillé sur Journey. Thatgamecompany espère sortir le jeu sur « autant de plates-formes que possible », et inclure des commandes tactiles d'une façon innovante, de la même manière que ses précédents jeux incluent un basculement de la manette de jeu. Le 27 mai 2014, le studio annonce avoir levé 7 millions de dollars supplémentaires en vue de financer ce projet. Le jeu, sorti le 18 juillet 2019 sur iOS et le 7 avril 2020 sur Android, est un jeu d'aventure à la troisième personne décrit comme une « expérience sociale mobile » destiné à « émouvoir les joueurs par son thème et son histoire ». En mars 2020, le jeu a attiré plus de dix millions de joueurs.
En mars 2020, le studio a annoncé qu'il prévoyait d'ouvrir un second studio dans la région de San Francisco et de la Silicon Valley pour « capter davantage de talents » et travailler sur de nouveaux projets.

## Philosophie
Lorsque Thatgamecompany conçoit un jeu, ses employés commencent par se prononcer sur les émotions et les sentiments qu'ils souhaitent susciter chez le joueur. Cette approche diffère de celle de la plupart des développeurs qui se basent sur des mécaniques de gameplay ou des fonctionnalités spécifiques. Selon Santiago, le studio crée des réactions émotionnelles afin de démontrer le large éventail d'expériences possibles dans les jeux vidéo, plus étendues que quelques excitations et peurs, qui sont très souvent présentes dans les jeux d'aujourd'hui,.
Chen a déclaré que les jeux du studio sont bien plus destinés à susciter des émotions qu'un message. Le studio a spécifiquement changé la conception de Flower lorsque les premiers testeurs estimaient que le jeu encourageait l'énergie verte. Chen se considère « trop jeune » pour faire un jeu avec un message fort ; il conçoit donc les productions du studio pour éviter des significations manifestes. D'après Santiago, les objectifs de Thatgamecompany sont de « créer des jeux qui repoussent les limites du jeu vidéo en tant que moyen de communication, et de créer des jeux qui font appel à un large panel de personnes ». Elle espère changer l'industrie vidéoludique avec ce procédé, et qu'ainsi d'autres entreprises abordent le jeu vidéo comme un « moyen de création » plutôt qu'un produit culturel de masse.
Les employés de Thatgamecompany ne sont pas opposés à la création de jeux d'action et, en tant que pause dans leurs projets habituels, ils ont créé en interne des jeux « passionnants » qui ont été bien accueillis par Sony. Cependant, Chen estime qu'il n'y a aucune raison pour que l'entreprise produise et commercialise de tels jeux, car elle ne serait pas en mesure de créer de nouvelles idées qui justifieraient le coût de rester un studio indépendant, plutôt que de travailler pour des développeurs existants. De même, Chen stipule que Thatgamecompany n'a pas l'intention de concevoir des « jeux blockbuster à gros budget », car il estime que la pression financière étoufferait l'innovation.

## Créations

### flOw
Dans flOw, le joueur dirige un micro-organisme à travers une série de plans bidimensionnels, dans les profondeurs d'un milieu subaquatique. D'abord de forme simple, l'organisme évolue et se complexifie au fur et à mesure qu'il dévore d'autres créatures. La conception du jeu repose sur la recherche de Chen dans l'« ajustement dynamique de la difficulté » à l'université de Californie du Sud, et sur le concept théorique du psychologue Mihály Csíkszentmihályi d'« expérience optimale » ou Flow,.
Le jeu sort sur PlayStation 3 le 22 février 2007.

### Flower
Flower est conçu comme le successeur spirituel de flOw. En utilisant le capteur de mouvement de la manette de jeu, le joueur contrôle le vent pour faire voler un unique pétale de fleur. L'inclinaison de la manette influe sur le roulis et le tangage du pétale flottant. En volant à proximité de fleurs, le pétale du joueur est suivi par d'autres pétales. L'approche de certaines fleurs provoque des changements dans l'environnement du jeu, tels que l'ouverture de nouvelles zones, la transformation de champs asséchés en prairies verdoyantes ou la mise en route de moulins à vent. Le jeu ne comporte aucun texte ou dialogue, formant un arc narratif essentiellement basé sur la représentation visuelle et des signaux émotionnels.
Il sort sur PlayStation 3 le 12 février 2009.

### Journey
Dans Journey, le joueur contrôle un personnage en robe qui se réveille dans un désert, avec une grande montagne au loin comme destination. Tout en voyageant, le joueur peut rencontrer d'autres joueurs. Les joueurs ne peuvent pas communiquer, mais peuvent s'entraider s'ils le souhaitent. 
Le jeu sort sur PlayStation 3 le 13 mars 2012. En 2013 Austin Wintory est nommé pour le Grammy Award de la meilleure bande son pour Journey, la première nomination de ce type pour un jeu vidéo, cependant le prix est remporté par Trent Reznor et Atticus Ross pour Millénium : Les Hommes qui n'aimaient pas les femmes.
La Journey Collector's Edition, comprenant les trois jeux de la firme, est sortie sur Playstation 3 puis sur Playstation 4 le 30 septembre 2015.

### Sky: Children of the Light
Sky: Children of the Light est un jeu d'aventure développé par Thatgamecompany, sorti le 18 juillet 2019 sur iOS, le 7 avril 2020 sur Android, le 29 juin 2021 sur Nintendo Switch et le 10 avril 2024 sur PC via la boutique Steam.